# Нимек
Нимек (њем. Niemegk) град је у њемачкој савезној држави Бранденбург. Једно је од 38 општинских средишта округа Потсдам-Мителмарк. Према процјени из 2010. у граду је живјело 2.156 становника. Посједује регионалну шифру (AGS) 12069448.

## Географски и демографски подаци
Нимек се налази у савезној држави Бранденбург у округу Потсдам-Мителмарк. Град се налази на надморској висини од 75 метара. Површина општине износи 44,8 km². У самом граду је, према процјени из 2010. године, живјело 2.156 становника. Просјечна густина становништва износи 48 становника/km².